# Clan Moccia
Il clan Moccia  è il più antico e potente sodalizio camorristico operante nella bassa Liburia, in particolare nei comuni di Afragola, Casoria, Arzano, Caivano e limitrofi, situati a nord e nord-est di Napoli. Secondo gli inquirenti, il clan ha una grande presenza anche nella regione Lazio.
Ha preso il posto del clan Magliulo, abbattendo di fatto uno dei pilastri del clan Alfieri.
Fondato da Gennaro Moccia negli anni '60, il boss è stato ucciso in un attentato camorristico nel maggio del 1976, probabilmente da un gruppo di sicari al soldo dei rivali dei Moccia, ossia i clan Giugliano e Magliulo, all'epoca impegnati in una faida proprio con i Moccia i quali, in seguito, spodestarono ambedue le cosche rivali, racchiudendo così, negli anni a seguire, Afragola e i comuni limitrofi nella propria grande orbita. 
Il vuoto lasciato da Gennaro Moccia è stato poi colmato da sua moglie, Anna Mazza, prima donna in Italia ad aver subìto procedimenti penali per reati di mafia.

## Storia
Dopo la morte di Gennaro la moglie di questi, Anna Mazza, successivamente insieme al figlio Antonio, prese le redini del clan ramificandolo su una vasta area polarizzata sulla città di Afragola. Da poco uscito in libertà dopo due anni e qualche mese, ma ora agli arresti domiciliari nella sua abitazione nel Parco Verde a Caivano dove risiederebbe il boss Antonio Ciccarelli, ora detenuto per l'omicidio del pentito Salvatore D’Ambrosio, assassinato con un colpo in bocca. Secondo alcune fonti il clan Moccia, non avendo sviluppato il redditizio traffico di droga, avrebbe provocato una faida con il clan Natale, terminata con la morte di Salvatore Natale.
Secondo alcune inchieste giudiziarie, il clan Moccia avrebbe capillare e totale controllo del territorio in Afragola: strutturato in modo verticista, il clan è composto da una confederazione di diverse figure criminali di secondo livello che sono alle dirette dipendenze dei vertici del clan.
L’organizzazione ha assunto una connotazione prevalentemente imprenditoriale e una struttura di tipo confederativo, articolata in gruppi referenti locali, ciascuno dotato di autonomia operativa e competenza territoriale, pur mantenendo una gerarchia piramidale centrale.
L’esistenza e l’operatività del clan sono state confermate da diverse inchieste giudiziarie, tra cui l’operazione "Morfeo", condotta il 20 aprile 2022 dai Carabinieri e dalla Guardia di Finanza, che ha portato all’arresto di 52 persone ritenute affiliate. Nell’ambito di tale indagine, il clan è stato descritto come una “confederazione di singoli gruppi criminali locali” con controllo capillare sul territorio.

## Attività
Nel comune di Afragola è confermata la presenza egemonica del clan Moccia, una delle organizzazioni criminali più radicate e strutturate dell’area nord di Napoli. Il sodalizio si caratterizza per le sue considerevoli dimensioni, sia in termini di numero di affiliati che per l’estensione del territorio sotto controllo, che comprende anche i comuni di Casoria, Arzano, Cardito, Caivano, Crispano, Frattamaggiore e Frattaminore.
L’organizzazione ha assunto una connotazione prevalentemente imprenditoriale e una struttura di tipo confederativo, articolata in gruppi referenti locali, ciascuno dotato di autonomia operativa e competenza territoriale, pur mantenendo una gerarchia piramidale centrale.
L’esistenza e l’operatività del clan sono state confermate da diverse inchieste giudiziarie, tra cui l’operazione "Morfeo", condotta il 20 aprile 2022 dai Carabinieri e dalla Guardia di Finanza, che ha portato all’arresto di 52 persone ritenute affiliate. Nell’ambito di tale indagine, il clan è stato descritto come una “confederazione di singoli gruppi criminali locali” con controllo capillare sul territorio.
Il clan Moccia si configura come un'organizzazione criminale di tipo camorristico con una struttura verticistica e al tempo stesso confederativa. Ogni gruppo operativo locale è guidato da un “senatore”, figura storica di rango del clan, dotato di una certa autonomia gestionale. I rapporti con la base degli affiliati sono curati da “luogotenenti”, legati al senatore da vincoli fiduciari.
I senatori devono rendere conto delle proprie attività a un “coordinatore” territoriale, che funge da raccordo tra le diverse articolazioni del clan. A lui sono consegnati i proventi delle attività illecite, poi redistribuiti come “stipendi” agli affiliati, sia liberi che detenuti, in base al loro rango criminale. Il coordinatore pianifica le strategie comuni, dirime conflitti interni e rappresenta il sodalizio all’esterno. È nominato dal gruppo dirigente del clan, composto da membri della famiglia Moccia, che continuano a esercitare il controllo a distanza, nonostante un apparente allontanamento dalla Campania e un atteggiamento defilato.
Questa struttura ha consentito al clan di resistere a numerose inchieste giudiziarie e di mantenere un’elevata capacità operativa, rendendolo una delle organizzazioni camorristiche più pericolose a livello nazionale.
L’espansione del clan va ben oltre l’area di origine, estendendosi in particolare nel Lazio, dove ha sviluppato rapporti con altri gruppi criminali e con ambienti imprenditoriali, diversificando i propri investimenti in numerosi settori economici.
Un’indagine conclusa dalla Polizia di Stato il 22 marzo 2024 ha documentato l’operatività ad Afragola di una cellula denominata “i panzaruttari”, ritenuta un’articolazione del clan Moccia, responsabile di estorsioni aggravate dal metodo mafioso. La vocazione imprenditoriale del sodalizio è confermata anche dall’adozione, nel medesimo periodo, di 18 interdittive antimafia da parte della Prefettura nei confronti di aziende attive in ambiti quali edilizia, gestione dei rifiuti, trasporto merci, commercio online di generi alimentari e intrattenimento per bambini.
I vertici dell'organizzazione infatti si interessano principalmente di affari imprenditoriali di primo livello anche grazie alla pesante forza di penetrazione a livello politico locale. Come affermato anche dall'ultima pubblicazione della DIA nessuno dei vertici del clan è mai diventato pentito, si sono solo limitati a dissociarsi, saldando in questo modo una continuità criminale unica nell'hinterland del napoletano.
I Moccia, inoltre, sono presenti nella regione Lazio. Secondo gli inquirenti, i Moccia, anche in collaborazione con il clan capeggiato da Michele Senese, potente capo della malavita romana, originario di Afragola e vicino ai Moccia, gestiscono e conducono attività illecite e, grazie alla compiacenza di insospettabili prestanomi, controllano anche affari e attività economiche legali.

## Indagini e arresti

### L'omicidio Bacioterracino
L'11 maggio 2009, la Procura Antimafia di Napoli diffonde un video sull'omicidio a sangue freddo di Mariano Bacioterracino, ucciso nel Rione Sanità a Napoli. Secondo alcune ricostruzioni, Mariano Bacioterracino sarebbe l'ultimo dei quattro presunti killer di Gennaro Moccia, condannato in primo grado, ma poi assolto in appello. Gli altri presunti killer sono morti in attentati riconducibili al clan.

### L'omicidio Pellino
Il 25 luglio 2012 è stato assassinato a Nettuno Modesto Pellino, un luogotenente del clan camorristico dei Moccia. Pellino venne arrestato nel 2010, dopo circa 2 anni di latitanza, essendo ritenuto uno dei più pericolosi componenti del clan. Secondo alcune indagini, in passato avrebbe gestito attività illecite come estorsioni e traffico di droga e armi.

## Esponenti di spicco
- Anna Mazza
- Gennaro Moccia
- Vincenzo Moccia
- Antonio Moccia
- Luigi Moccia
- Angelo Moccia
- Bruno Moccia